# Peninsula Airways
PenAir (eingetragen als Peninsula Airways, Inc d/b/a) war die größte Regionalfluggesellschaft Alaskas mit Sitz in Anchorage und Heimatbasis auf dem Flughafen Anchorage.

## Geschichte

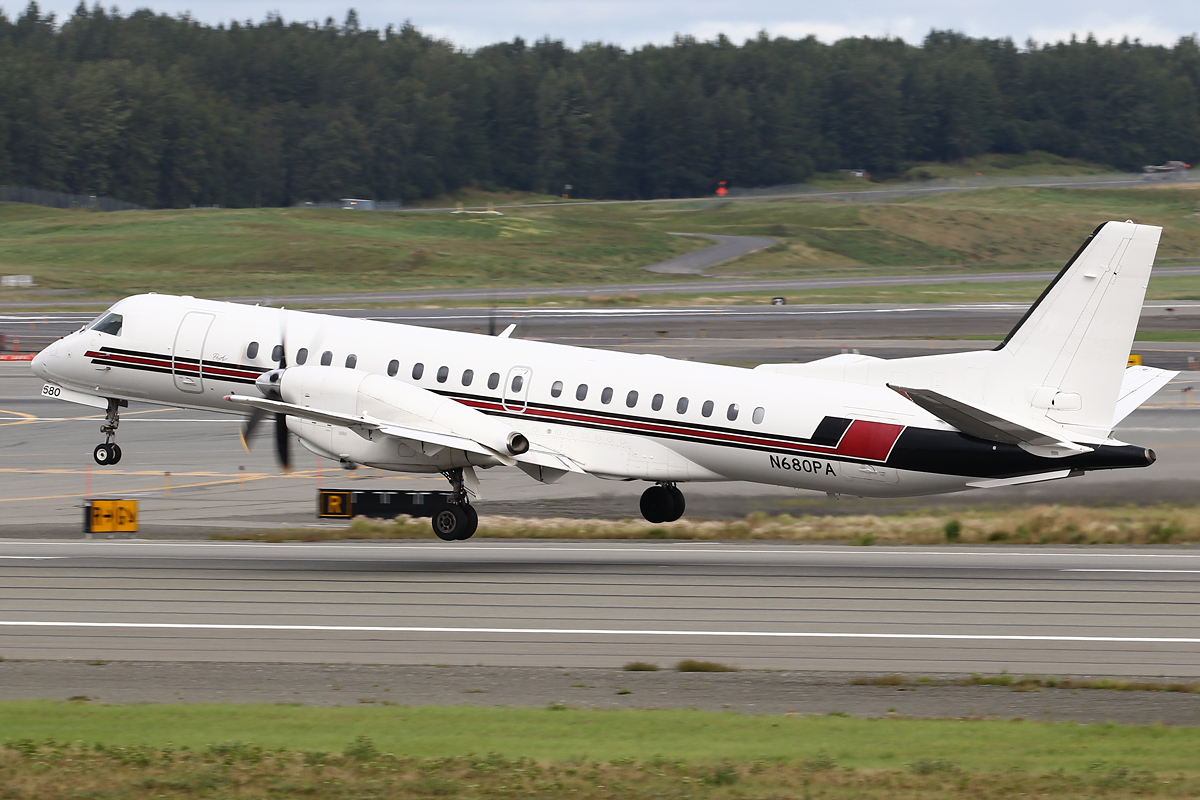
Saab 2000 der Peninsula Airways

Im Jahr 1955 gründete Orin Seybert mit 19 Jahren in King Salmon auf der Alaska-Halbinsel Peninsula Airways mit einer viersitzigen Piper Tri-Pacer. Im Jahr 1965 kaufte er mit einem Bankkredit Alaska Aeromarine. Zu dem Paket gehörte die Chevron-Vertretung des Landeplatzes sowie zwei weitere Flugzeuge. 
Im Jahr 1967 tat sich Seybert mit dem Flugpionier Bob Reeve, dem Betreiber der Aleutian Airways, zusammen. Im Auftrag von Reeve flog Peninsula Airways zwischen King Salmon und Chignik, Perryville und Ivanoff Bay. 
Im Jahr 1969 kaufte Seybert das Unternehmen Tibbetts-Herre Airmotive und machte George Tibbetts zum Vizepräsidenten. Durch den Kauf sicherte er sich die Flugrechte zu den Pribilof-Inseln. Die Flüge wurden von der US-Fischereibehörde und dem United States Postal Service bezuschusst, da auf den Pribilof-Inseln noch etwa 150 Aleuten wohnten. 
Bob Reeve besaß die Exklusivrechte für die Aleuten-Inseln und verknüpfte sein Streckennetz mit dem der Peninsula Airways. Im Jahr 1985 übernahm Seybert den Air Transport Service auf Kodiak samt Hangar, sechs Flugzeugen und den Streckenrechten der Insel Kodiak. 
Im Jahr 1998 zog Peninsula Airways nach Anchorage um, behielt aber zum größten Teil die bestehenden Strecken. Im Jahr 1991 änderte Peninsula Airways ihren Namen im Außenauftritt in PenAir und schloss ein Codeshare-Abkommen mit Alaska Airlines.
Am 8. August 2017 beantragte das Unternehmen Gläubigerschutz nach Chapter 11 des amerikanischen Insolvenzrechts; im Rechnungsjahr 2016 sah man sich nicht nur mit Verlusten in Höhe von 6 Mio. US-Dollar konfrontiert, auch bestanden zum Zeitpunkt des Antrags überdies Verbindlichkeiten in Höhe von mehreren Millionen Dollar gegenüber dem Bundesstaat Alaska, dem Flugzeughersteller Saab, der Fluggesellschaft Northern Air Cargo und der First National Bank Alaska. PenAir sollte restrukturiert werden und den Flugbetrieb trotz umfassender Kürzung des Zielportfolios fortführen.
Mit der Insolvenz der Muttergesellschaft Ravn Alaska stellte die Gesellschaften ihre Tätigkeiten am 5. April 2020 ein.

## Flugziele
PenAir bediente direkt von ihrem Hauptsitz in Anchorage aus einige Orte auf dem Festland von Alaska über die Basen in Dillingham und King Salmon sowie die Pribilof-Inseln (St. George Island und St. Paul Island) sowie die Aleuten über die Basen Dutch Habour und Cold Bay sowie die Insel Kodiak.

## Flotte

### Flotte bei Betriebseinstellung
Mit Stand März 2020 bestand die Flotte der PenAir aus 11 Flugzeugen mit einem Durchschnittsalter von 25,4 Jahren:
| Flugzeugtyp | Anzahl | bestellt | Anmerkungen | Sitzplätze |
| ----------- | ------ | -------- | ----------- | ---------- |
| Saab 340B   | 5      |          |             |            |
| Saab 2000   | 6      |          |             |            |
| Gesamt      | 11     | -        |             |            |

### Zuvor eingesetzte Flugzeuge
- Cessna 208 Caravan
- Cessna 441 Conquest II
- Fairchild Swearingen Metro
- Grumman G-21 Goose
- Grumman G-44 Widgeon
- Piper PA-22 Tri-Pacer
- Piper PA-31-350 Navajo Chieftain
- Piper PA-32R Saratoga

## Zwischenfälle
Penair verzeichnete in ihrer Geschichte bis Februar 2020 vier Totalschäden, davon zwei mit insgesamt 11 Todesopfern:
- Am 10. Oktober 2001 verunglückte eine Cessna 208 (Luftfahrzeugkennzeichen N9530F), unterwegs von Dillingham (Alaska) nach King Salmon, kurz nach dem Start wegen Vereisung. Alle zehn Personen an Bord des Flugzeuges starben (siehe auch PenAir-Flug 350).[5]

- Am Nachmittag des 17. Oktober 2019 schoss eine Saab 2000 (N686PA), die den PenAir Flug AS3296 aus Anchorage bediente, auf dem Flughafen Unalaska auf der gleichnamigen Aleuteninsel über die Landebahn hinaus. Zuvor war die Maschine bereits einmal durchgestartet. Das Flugzeug rutschte etwa 150 Meter über die Landebahn hinaus und kam unmittelbar vor dem Ufer der Beringsee zum Liegen. Im Verlauf der Rutschphase brach mindestens ein Propellerblatt des linken Motors ab und durchschlug die Kabine. Dadurch wurden zwei der 42 Insassen schwer verletzt, von denen einer später starb. Ein Passagier wurde nach Anchorage ausgeflogen. Zudem wurden etwa zehn Passagiere leicht verletzt, von denen vier ins Inselkrankenhaus gebracht wurden. Die Maschine wurde bei leichtem Regen auf der nassen Bahn mit bis zu 27 Knoten Rückenwind gelandet (siehe auch PenAir-Flug 3296).[6][7]